# Палмеш
Палмеш или Палмиш (на гръцки: Καστανούσσα, Кастануса, до 1926 Πάλμες, Палмес) е село в Гърция, Егейска Македония, дем Синтика на област Централна Македония със 733 жители.

## География
Селото е разположено в северните поли на Круша (Крусия).

## История

### В Османската империя
Палмеш е било разположено в южните поли на Беласица.
През 1891 година Георги Стрезов пише:
| „ | Палмиш, няколко махали на З от Порой, 6 часа път по полите на Беласица и Круша. Приблизително 200 къщи, всички помаци. Говорят български с малка разлика от Порой; обличат се с особна червена дреха-антерия и потури. Дохождат на пазар в Порой с риба от Дорянското езеро. | “ |

Съгласно статистиката на Васил Кънчов („Македония. Етнография и статистика“) към 1900 година Палмеш (Палмешъ) е българо-мохамеданско селище. В него живеят 1150 българи-мохамедани.

### В Гърция
През Балканската война селото е освободено от части на българската армия, но след Междусъюзническата война в 1913 година селото попада в Гърция.
След Втората световна война селото е преместено на юг, южно от железопътната линия.
| Име              | Име               | Ново име            | Ново име              | Описание                                                                             |
| ---------------- | ----------------- | ------------------- | --------------------- | ------------------------------------------------------------------------------------ |
| Прокритес махала | Προκρίτες Μαχαλάς | Ерипия Прокритон    | Ερείπια Προκρίτων     | развалините на старото село                                                          |
| Фундуклък        | Φουντουκλούκ      | Лептокариес         | Λεπτοκαρυες           | местност в Круша Ю от Палмеш                                                         |
| Дова Тепе        | Στενά Δοβά Τεπέ   | Диавасис Кастанусис | Διάβασις Καστανούσσης | възвишение в Круша (394 m) ЮИ от Палмеш и теснина между Круша и Беласица И от Палмеш |
| Ах Чешме         | Άχ Τσεσμέ         | Аспри Вриси         | Άσπρη Βρύση           | извор С от Палмеш                                                                    |
| Капер            | Κάπερ             | Ризомата            | Ριζώματα              | местност на ССИ от Палмеш                                                            |
| Бубалък Кая      | Μπουμπαλούκ Βαγιά | Сидироврахос        | Σιδηρόβραχος          | местност в Беласица на ССИ от Палмеш                                                 |